# Organisationsedikt (Waldeck-Pyrmont)
Das Organisationsedikt vom 28. Januar 1814 war die erste geschriebene Verfassung von Waldeck-Pyrmont.

## Entstehung

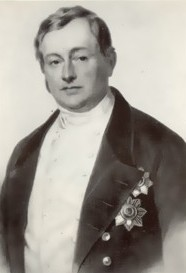
Fürst Georg II. von Waldeck-Pyrmont

Ab 1625 waren das Fürstentum Waldeck und die Grafschaft Pyrmont in Personalunion verbunden. Staatsrechtlich waren beide Fürstentümer im alten Reich jedoch getrennt. In Waldeck bestanden seit Bildung des Fürstentums Landstände, in Pyrmont war eine Mitwirkung der Stände unbekannt.
Die beiden Territorien hatten durch geschickte Diplomatie 1806 eine Mediatisierung vermieden, mussten aber dem Rheinbund beitreten. Fürst Friedrich berief 1810 Burchard Christian von Spilcker als Geheimen Rat und Vizekammerpräsident. 1811 wurde er darüber hinaus Vorsitzender der Kommission zur Verbesserung der Verfassungen der Städte. In dieser Funktion erarbeitete er modernisierte Stadtverfassungen für Korbach (am 3. Februar 1811 durch fürstliches Dekret verabschiedet) und Arolsen (Dekret vom 20. April 1812). Er galt als Liberaler und regte in einer Denkschrift vom 8. April 1811 an die Landstände in direkter Wahl bestimmen zu lassen, konnte sich aber bei Fürst Friedrich nicht durchsetzen. Am 29. Januar 1813 reichte von Spilcker bei Fürst Georg einen Entwurf für eine „Politische Verfassung der Fürstenthümer Waldeck und Pyrmont“ ein, jedoch wurde nicht diese, sondern ein Gegenentwurf von Wilhelm Kreussler die Basis für das spätere Organisationsedikt. Diese Entwürfe wurden den fünf Mitgliedern der Regierung vorgelegt, die die Pläne heftig ablehnten. Fürst Georg beauftragte daraufhin drei Gutachten zu den Verfassungsentwürfen. Beauftragt wurden Friedrich von Reineck Staatsrat im Königreich Westphalen, Ferdinand Suden, Legationsrat und Georg von Waldeck und Pyrmont, württembergischer Geheimrat. Die Entwürfe orientierten sich an den Verfassungen der napoleonischen Musterstaaten, insbesondere der Constitution des Königreichs Westphalen.
Die Umsetzung des Verfassungsplan scheiterte jedoch an den Umständen. Zum einen starb Georg I. überraschend, vor allem aber erfolgte nach der Völkerschlacht bei Leipzig der Austritt Waldecks und Pyrmonts aus dem Rheinbund. Fürst Georg Heinrich war jedoch aufgrund der schlechten finanziellen Situation seiner Länder auf eine Modernisierung dringend angewiesen und beauftragte Wilhelm Kreussler mit einer Neufassung der Verfassung. Die Regierung unterstützte nun aufgrund der veränderten Lage das Verfassungsprojekt. Am 28. Januar 1814 unterschrieb Fürst Georg Heinrich das Organisationsedikt und ließ es unter dem 2. Februar 1814 durch die Regierung verkünden und am 8. Februar 1814 im Fürstl. Waldeck. Regierungs-Blatt veröffentlichen. Es handelte sich um eine oktroyierte, d. h. ohne Mitwirkung der Stände oder des Volkes zustande gekommenen Verfassung.

## Inhalt
Ein zentraler Punkt der Verfassung war die staatsrechtliche Vereinigung des Fürstentums Waldeck mit dem seit 1807 als Fürstentum bezeichneten Pyrmont. Die Verfassung bestätigte die Rechte der Waldeckschen Landstände und wies an, dass nun auch vier Mitglieder aus Pyrmont diesen beigeordnet werden sollten. Der Landtag sollte einen engeren Ausschuss (das Comitée) wählen, dessen Aufgaben in der Aufstellung des Staatshaushalts und war auch für die Generalstaatskasse und damit die Steuererhebung zuständig. Der Landtag sollten vier Personen (drunter eine aus Pyrmont) wählen, der Fürst sollten dann zwei davon für auswählen, die gemeinsam mit dem fürstlichen Landtagskommissar und dem Landesrentmeister das Comitée bilden sollten.
§§ 8 ff. regelten die Justizverwaltung. Es wurden hierzu vier Oberämter gebildet, die die bisherigen Ämter ablösen sollten. Nunmehr bestanden in Waldeck drei Oberämter, das der Diemel (Arolsen), das des Eisenberges (Korbach) und das der Eder (Wildungen). Hinzu kam noch das Oberamt Pyrmont. Innerhalb dieser Oberämter bildeten jeweils zwei Justizbeamte und ein Sekretär das Oberamts-Justizgericht als erste Instanz. Die Patrimonialgerichte und die Stadtgerichte wurden aufgehoben. De facto wäre damit eine Trennung von Verwaltung und Justiz erreicht gewesen. Das Oberamt der Diemel bestand aus den bisherigen Ämtern Rhoden, Eilhausen, Arolsen, Landau und Wetterburg sowie den Städten Rhoden, Arolsen, Landau und Mengeringhausen.
Die Regierung bildete das Geheimrätekollegium mit einem Präsidenten an der Spitze. Des Weiteren wurden detailliert Steuern und Abgaben beschrieben.

## Folgen
Gemäß den Vorschriften des Organisationsediktes wurden 1814 Abgeordnete in Pyrmont gewählt. Für die Abgeordneten des 1814er Landtags siehe die Liste der Mitglieder der Landstände von Waldeck und Pyrmont 1814. Die Verfassung rief unter den Waldeckschen Ständen einen Sturm des Protestes hervor. Der Präsident der Landstände Carl Friedrich von Dalwigk war Wortführer der Opposition, die letztlich durchsetzte, dass Georg Heinrich in der Konvention vom 3. Juli 1814 die staatsrechtliche Trennung Waldecks und Pyrmonts bestätigen musste.
1814 und 1815 fanden Landstände (Deputationstage) nach altem Recht statt. Ergebnis der Verhandlungen zwischen Fürst und Ständen war die Landständische Verfassungsurkunde für das Fürstentum Waldeck vom 19. April 1816, der sogenannte Landesvertrag. Darin wurde in Bezug auf den Landtag weitgehend auf das bestehende Recht verwiesen. Eine Vertretung Pyrmonts war nicht mehr vorgesehen.